# Wicked Little Letters
Wicked Little Letters is een Britse komische dramafilm uit 2023, geregisseerd door Thea Sharrock en geschreven door Jonny Sweet. De film is gebaseerd op waargebeurde feiten die gepubliceerd werden als The Littlehampton Libels door Christopher Hilliard in 2017. Olivia Colman en Jessie Buckley spelen de hoofdrollen.

## Verhaal
Het verhaal is gebaseerd op een waargebeurd schandaal dat Engeland in de jaren 1920 in de ban hield en draait om de buren Edith Swan (Olivia Colman) en Rose Gooding (Jessie Buckley) in de badplaats Littlehampton. Op een dag begint een reeks obscene brieven zich op Edith en anderen te richten, waarbij Rose verdacht wordt. Terwijl de schandalige brieven blijven escaleren, riskeert Rose zowel haar vrijheid als de voogdij over haar dochter te verliezen. Politieagent Gladys Moss is vastbesloten de echte dader te vinden en probeert samen met een groep andere vrouwen dit verbijsterende mysterie op te lossen.

## Rolverdeling
| Acteur           | Personage            |
| ---------------- | -------------------- |
| Olivia Colman    | Edith Swan           |
| Jessie Buckley   | Rose Gooding         |
| Anjana Vasan     | Gladys Moss          |
| Malachi Kirby    |                      |
| Timothy Spall    | Edward Swan          |
| Joanna Scanlan   |                      |
| Gemma Jones      | Victoria Swan        |
| Lolly Adefope    |                      |
| Eileen Atkins    |                      |
| Alisha Weir      | Nancy Gooding        |
| Hugh Skinner     | Constable Papperwick |
| Richard Goulding | Mr. Scales           |
| Jason Watkins    | Mr. Treading         |

## Release en ontvangst
Wicked Little Letters ging op 9 september 2023 in première op het Internationaal filmfestival van Toronto. De film kreeg gemengde kritieken van de filmcritici, met een score van 67% op Rotten Tomatoes, gebaseerd op 21 beoordelingen.